# بانر فلرز
بانر فلرز (انگلیسی: Bonner Fellers; ۷ فوریهٔ ۱۸۹۶ – ۷ اکتبر ۱۹۷۳) سرتیپ آمریکایی بوده که در طول جنگ جهانی دوم برای نیروی زمینی ایالات متحده آمریکا خدمت می‌کرده است. وی مسئول وابسته نظامی و جنگ روانی و تحت حمایت داگلاس مک‌آرتور بوده است.
فلرز نقش به سزایی در وقایع پس از اشغال ژاپن داشته است و مسئولیت رسیدگی به مجرمان جنگی در ژاپن و دادگاه نظامی بین‌المللی شرق آسیا با او بوده است. همچنین با تحقیق درباره نقش امپراتور هیروهیتو، تصمیم در اینکه وی مجرم جنگی بوده یا خیر بر عهده فلرز بوده است.
در فیلم امپراتور، فلرز توسط متیو فاکس به تصویر کشیده می‌شود.
وی بعدها توسط رئیس جهمور آیزنهاور به درجه سرهنگی تنزل یافت

## نشان‌های نظامی
| Bronze oak leaf cluster   |  |             |                           |
|                           |  | Bronze star | Bronze star · Bronze star |
| Silver star · Bronze star |  |             | Bronze star · Bronze star |